# Suore dell'Immacolata Concezione (Madurai)
Le Suore dell'Immacolata Concezione (in inglese Congregation of the Sisters of the Immaculate Conception; sigla C.I.C.) sono un istituto religioso femminile di diritto pontificio.

## Storia
Le origini della congregazione risalgono a un gruppo di giovani donne indiane che, desiderando abbracciare la vita religiosa, si rivolse al gesuita Giuseppe Larmey, parroco di Panjampatty, e al suo collaboratore, il seminarista Agostino Pereira.
Le giovani iniziarono a condurre vita comune il 2 febbraio 1899 e il 2 luglio 1911 iniziarono il noviziato presso le suore europee di San Giuseppe a Madurai. I primi voti furono emessi l'8 settembre 1913.

## Attività e diffusione
Le suore si dedicano all'educazione della gioventù e alla cura dei malati.
Oltre che in India, sono presenti in Germania, Italia, Sri Lanka e Sudafrica; la sede generalizia è a Madurai.
Alla fine del 2015 l'istituto contava 825 religiose in 168 case.